# Cadaverină
Cadaverina sau pentametilendiamina este o diamină toxică cu un miros foarte neplăcut, ce are formula chimică  NH2-(CH2)5-NH2. Cadaverina este un produs de decarboxilare al aminoacidului numit lizină, iar împreună cu putresceina este responsabilă pentru mirosul specific materiilor aflate în procesul de putrefacție.

## Obținere biochimică
Cadaverina se obține ca urmare a procesului de decarboxilare a aminoacidului lizină. Totuși, nu este întotdeauna asociată proceselor de putrefacție, fiind produsă în cantități mici și în celulele vii, fiind parțial responsabilă de mirosul urinei și al spermei.